# Herman Verlinde
Herman Louis Verlinde (Woudenberg, 21 januari 1962) is een Nederlandse theoretisch fysicus, gespecialiseerd in de snaartheorie. Hij is hoogleraar aan de Princeton University. 

## Leven en werk
Na zijn gymnasiumopleiding studeerde Verlinde theoretische fysica aan de Universiteit Utrecht. Hij promoveerde in 1988 aan deze universiteit bij prof. dr. Gerard 't Hooft. In 1995 werd hij benoemd tot hoogleraar aan de Universiteit van Amsterdam en in 1998 tot hoogleraar aan de Princeton University in de Verenigde Staten. Hij specialiseerde zich in de snaartheorie en de kwantumveldentheorie. Samen met zijn tweelingbroer Erik Verlinde en Robbert Dijkgraaf ontwikkelde hij de Matrix String Theory.
Verlinde is de eeneiige tweelingbroer van Erik Verlinde, hoogleraar theoretische fysica aan de Universiteit van Amsterdam.